# Nicolò Acciaiuoli
Nicolò Acciaiuoli, ou Niccolò Acciaioli (6 de julho de 1630 - 23 de fevereiro de 1719) foi um cardeal italiano, decano do Colégio dos Cardeais.

## Biografia
De uma família nobre de Florença, era o terceiro dos dez filhos do senador Ottaviano Acciaioli e Maria Acciaioli. Estudou no Seminario Romano, onde retirou seu doutorado em leis. Foi clérigo da Câmara Apostólica e comissário de Armas, em 1654. Em 1657, torna-se Auditor Geral da Câmara Apostólica.

## Cardinalato
Criado cardeal-diácono no consistório realizado em 29 de novembro de 1669, pelo Papa Clemente IX, com dispensa por não ter ainda recebido as ordens menores. Recebeu o barrete cardinalício e o título de Santos Cosme e Damião em 19 de maio de 1670. Passa para o título de Santa Maria em Via Lata em 19 de outubro de 1689 e torna-se cardeal-protodiácono.
Passa para a ordem dos cardeais-presbíteros e assume o título de São Calisto em 28 de novembro de 1689.
Passa para a ordem dos cardeais-bispos e assume a sé suburbicária de Frascati em 28 de setembro de 1693, sendo consagrado em 8 de novembro pelo cardeal Francesco Nerli, assistido por Michelangelo Mattei, Patriarca Latino de Antioquia, e por Lorenzo Corsini, arcebispo-titular de Nicomédia. Transferido para a Sé de Porto e Santa Rufina em 5 de dezembro de 1700. Em 18 de março de 1715, assume a suburbicária de Ostia–Velletri, sé do decano do Sacro Colégio dos Cardeais. Foi co-consagrante do cardeal Giovanni Francesco Albani, em 1700.
Morreu em 23 de fevereiro de 1719, em Roma. Em 25 de fevereiro, foi solenemente transferido para a igreja de San Giovanni dei Fiorentini, em Roma, onde o funeral teve lugar, e enterrado temporariamente naquela igreja. Em 13 de maio, seus restos mortais foram transferidos para a Igreja de San Lorenzo, mosteiro cartusiano de Galluzzo, em Florença.

## Conclaves
- Conclave de 1669–1670 - participou da eleição do Papa Clemente X
- Conclave de 1676 - participou da eleição do Papa Inocêncio XI
- Conclave de 1689 - participou da eleição do Papa Alexandre VIII
- Conclave de 1691 - participou da eleição do Papa Inocêncio XII
- Conclave de 1700 - participou da eleição do Papa Clemente XI